# Sculpture allégorique

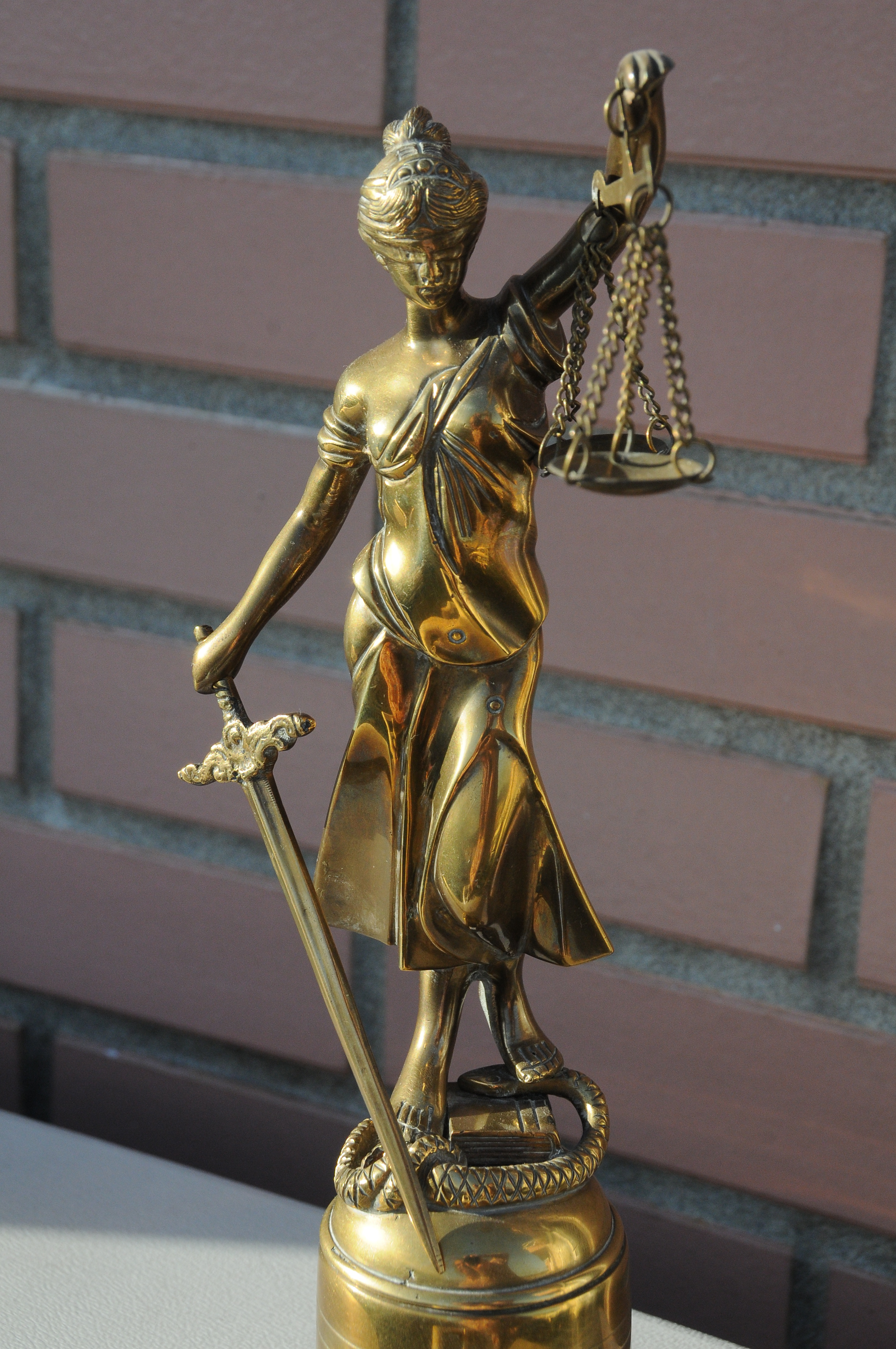
Allégorie de la Justice, personnifiée avec son bandeau, son glaive et sa balance.

Une sculpture allégorique est une sculpture qui symbolise ou personnifie des concepts abstraits en tant qu'allégories.

## Généralités
Ce genre de sculpture est courant dans l'art occidental, par exemple dans les représentations de la Justice, sous la forme d'une femme portant un balance dans une main et une épée dans l'autre, un bandeau sur les yeux pour symboliser son impartialité.

## Exemples
Parmi les exemples de statues allégoriques :
- Les Quatre Vertus cardinales, Maximilian Colt, sur le monument à Robert Cecil dans l'église d'Hatfield (avant 1641)
- Les Quatre vertus cardinales, Michel Colombe, début du XVIe siècle, Tombeau de François II de Bretagne
- Les Quatre Continents et les Quatre Arts et Sciences entourant l'Albert Memorial à Kensington Gardens, Londres (1872)
- Le monument à la République de Léopold Morice, sur la place de la République à Paris (1883)
- La statue de la Liberté d'Auguste Bartholdi, New York (1886)
- La guerre et la paix sur le monument du Millénaire, Hősök tere, Budapest (vers 1900)
- Allégorie aquatique